# Alexander Bak
Alexander Heidenheim Bak (Hørsholm, 16 gennaio 1991) è un cestista danese.